# Ratchathewi
Ratchathewi ((TH)  พระนคร) è uno dei 50 distretti (khet) di Bangkok, la capitale della Thailandia. Si trova nei pressi del centro cittadino e confina, da nord in senso orario, con i distretti di Phaya Thai, Din Daeng, Huai Khwang, Watthana, Pathumwan, Pom Prap Sattru Phai e Dusit.

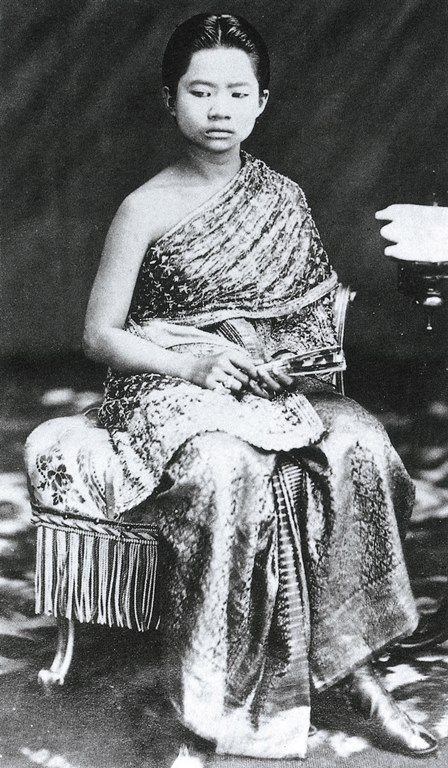
La regina Sukumalmarsri Phra Ratchathewi

## Storia
Il territorio del distretto era parte del distretto di Dusit fino al 1966, quando passò a far parte del distretto Phaya Thai. Nel 1989 fu scorporato e fu istituito il distretto Ratchathewi. Prende il nome dal crocevia Ratchathewi, dove si congiungono le importanti strade Thanon Phetchaburi e Thanon Phaya Thai, che è dedicato a una delle consorti di re Chulalongkorn, la regina Phra Nangchao Sukumalmarsri Phra Ratchathewi. Il termine Phra Rachathewi è uno dei titoli regali che spettavano alle consorti di Chulalongkorn.

## Luoghi principali di interesse

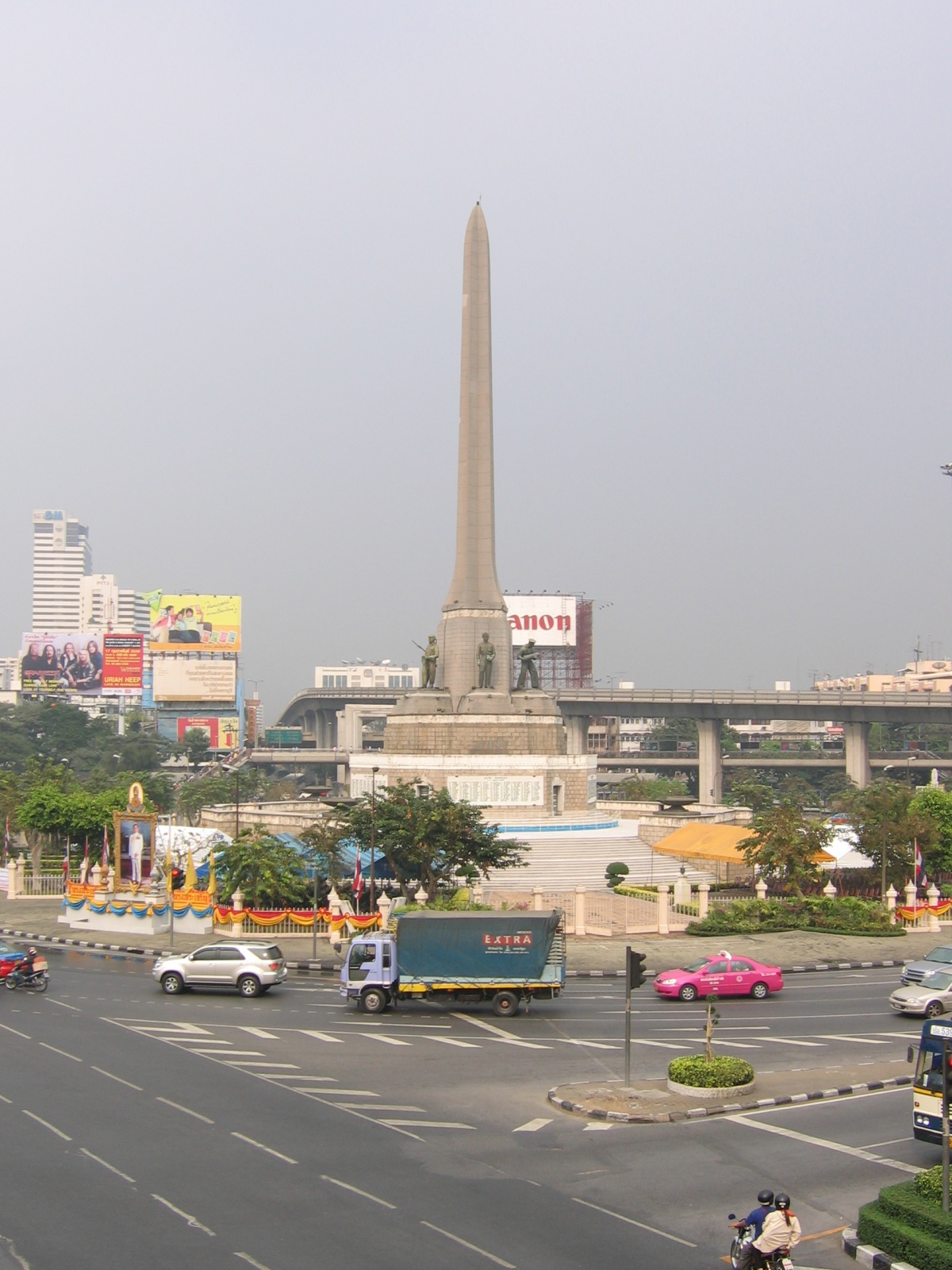
Il Monumento alla Vittoria

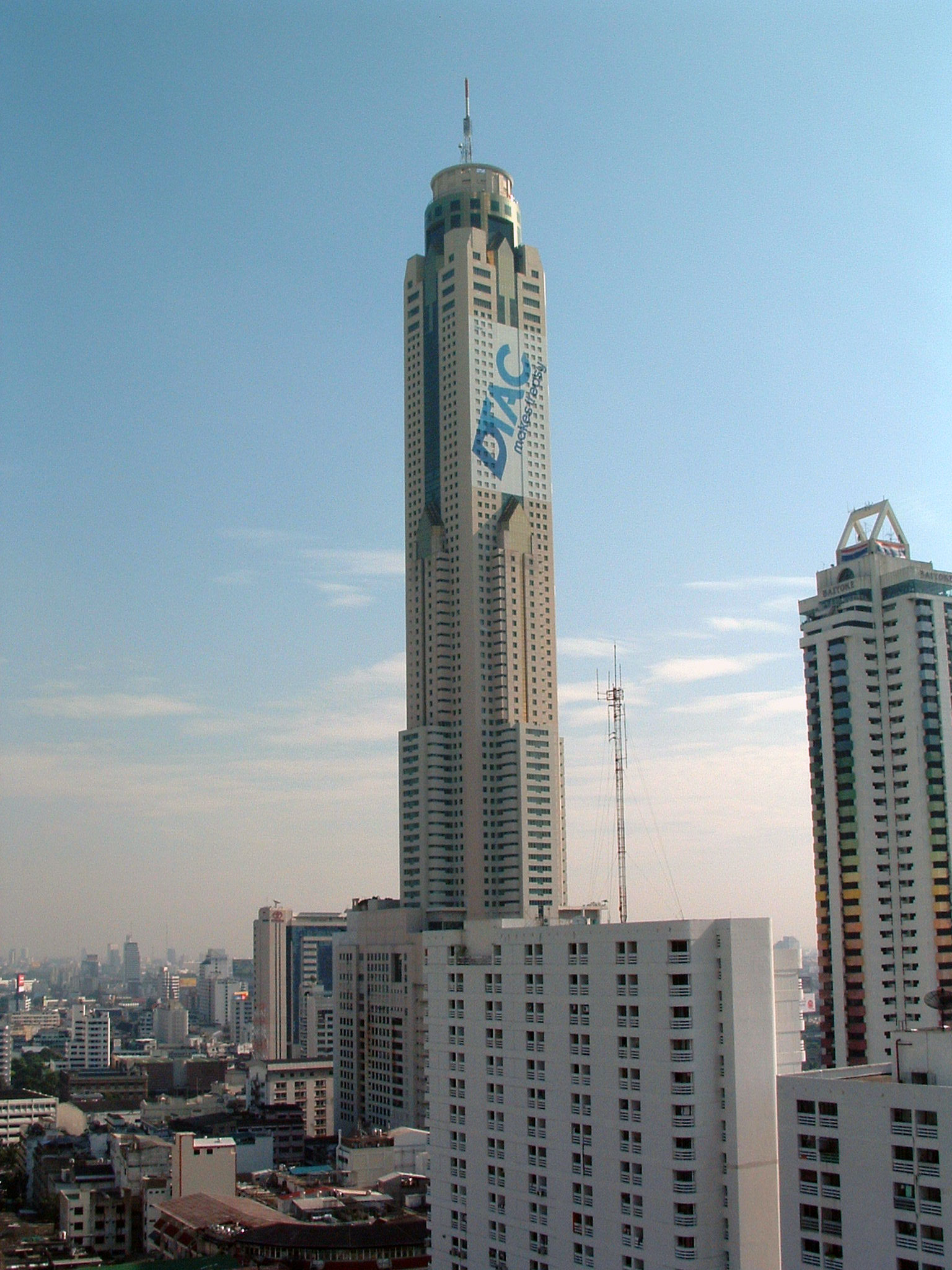
Baiyoke Tower 2

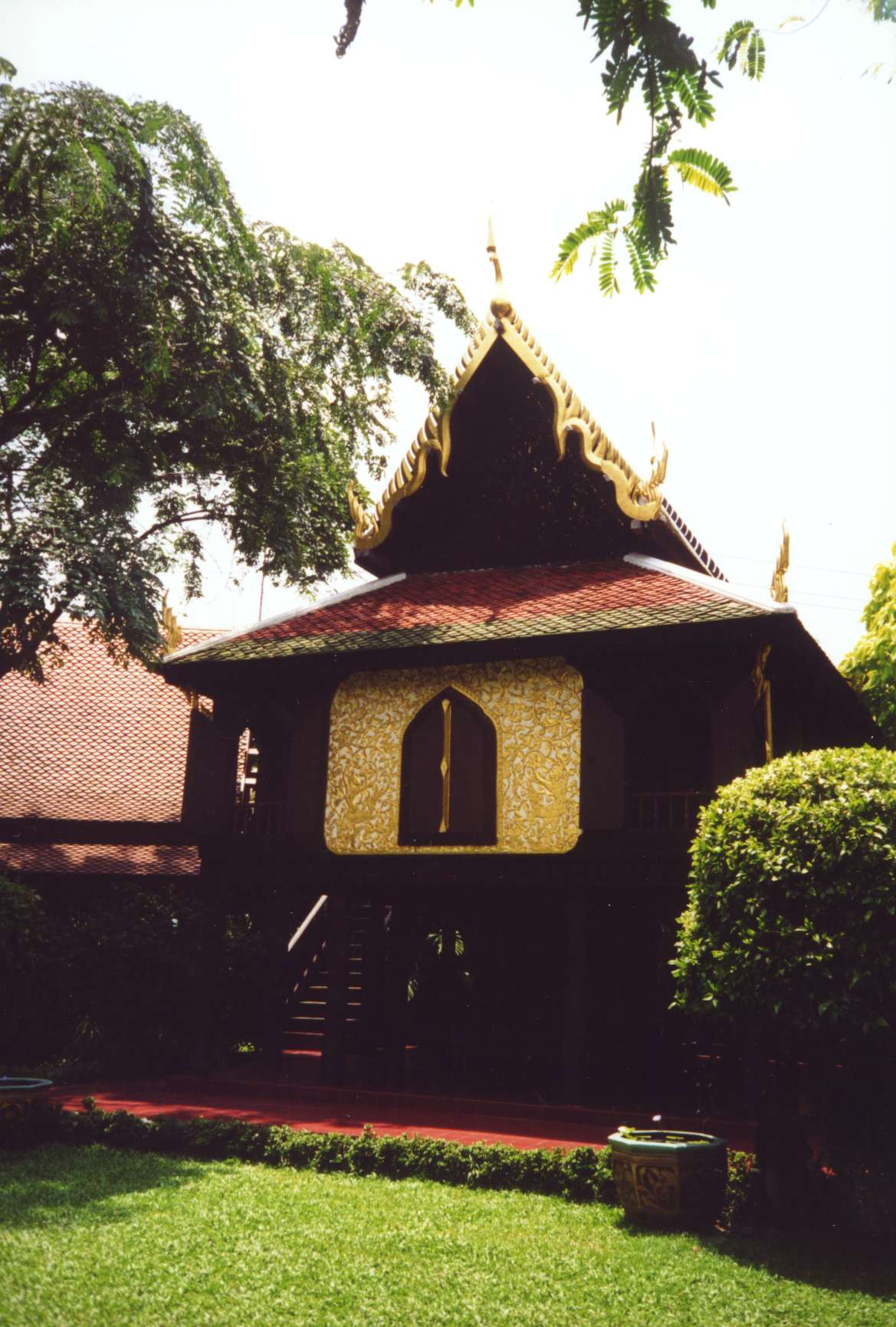
Suan Pakkad

- Il Monumento alla Vittoria fu fatto erigere nel 1942 dal primo ministro e dittatore Plaek Pibulsonggram per celebrare la vittoria nella guerra franco-thailandese. Si compone di un imponente basamento pentagonale sul quale sono poste le statue di 5 militari che recano armi a baionetta, raffiguranti soldati dell'Esercito, della Marina, dell'Aviazione, della polizia e delle milizie volontarie. Onora la memoria dei caduti thailandesi nel conflitto con i francesi, nella seconda guerra mondiale e nella guerra di Corea. La rotatoria che lo circonda e che prende il suo nome è diventata uno dei principali snodi del traffico cittadino.
- La Baiyoke Tower (151 metri e 43 piani) e la Baiyoke Tower 2 (304 metri) sono tra i grattacieli più alti di Bangkok e si trovano a Pratunam, famoso quartiere dello shopping cittadino. La Bayoke Tower fu completata nel 1987 e fu il più alto edificio di Bangkok fino al 1993. La Baiyoke Tower 2 fu terminata nel 1997 e, a tutto il 2012, era il più alto grattacielo della città. Entrambe ospitano principalmente alberghi nei piani alti, mentre i piani inferiori sono occupati da attività commerciali.
- Il Suan Pakkad ospita un museo di antichità siamesi ed è composto da otto costruzioni tradizionali in legno. Una delle principali attrazioni è il vasellame proveniente dal sito archeologico di Ban Chiang, che risale al 2000 a.C. circa.
- Il mercato di Pratunam (Thai: ประตูน้ำ) è uno dei più economici della capitale, sia per la merce al dettaglio che per quella all'ingrosso. Si dirama in diverse vie e comprende piccoli negozi ed importanti centri commerciali come il City Complex, il Pratunam ed il Platinum Fashion Mall. Di rilievo è il Pantip Plaza, specializzato in articoli di elettronica particolarmente economici, molti dei quali provengono dalla Cina.

## Infrastrutture e trasporti
- La linea Sukhumvit del Bangkok Skytrain (BTS) ha nel distretto le stazioni di Ratchathewi, Phaya Thai e Victory Monument.
- La metropolitana di Bangkok (MRT) ha a Ratchathewi la stazione di Phetchaburi.
- L'Airport Rail Link, ferrovia soprelevata che congiunge Ratchathewi all'aeroporto Suvarnabhumi, e il Bangkok Skytrain, hanno a Ratchathewi le stazioni di Makkasan, Ratchaprarop e Phaya Thai.
- Nel canale Khlong Saen Saep si trova un molo per le barche passeggeri Khlong Saen Saep, nei pressi di Pratunam.
- Nella piazza del Monumento alla Vittoria fermano molti degli autobus cittadini, nelle adiacenze si trova un ingresso dell'autostrada che attraversa in sopraelevata il centro della città.

## Sotto-distretti

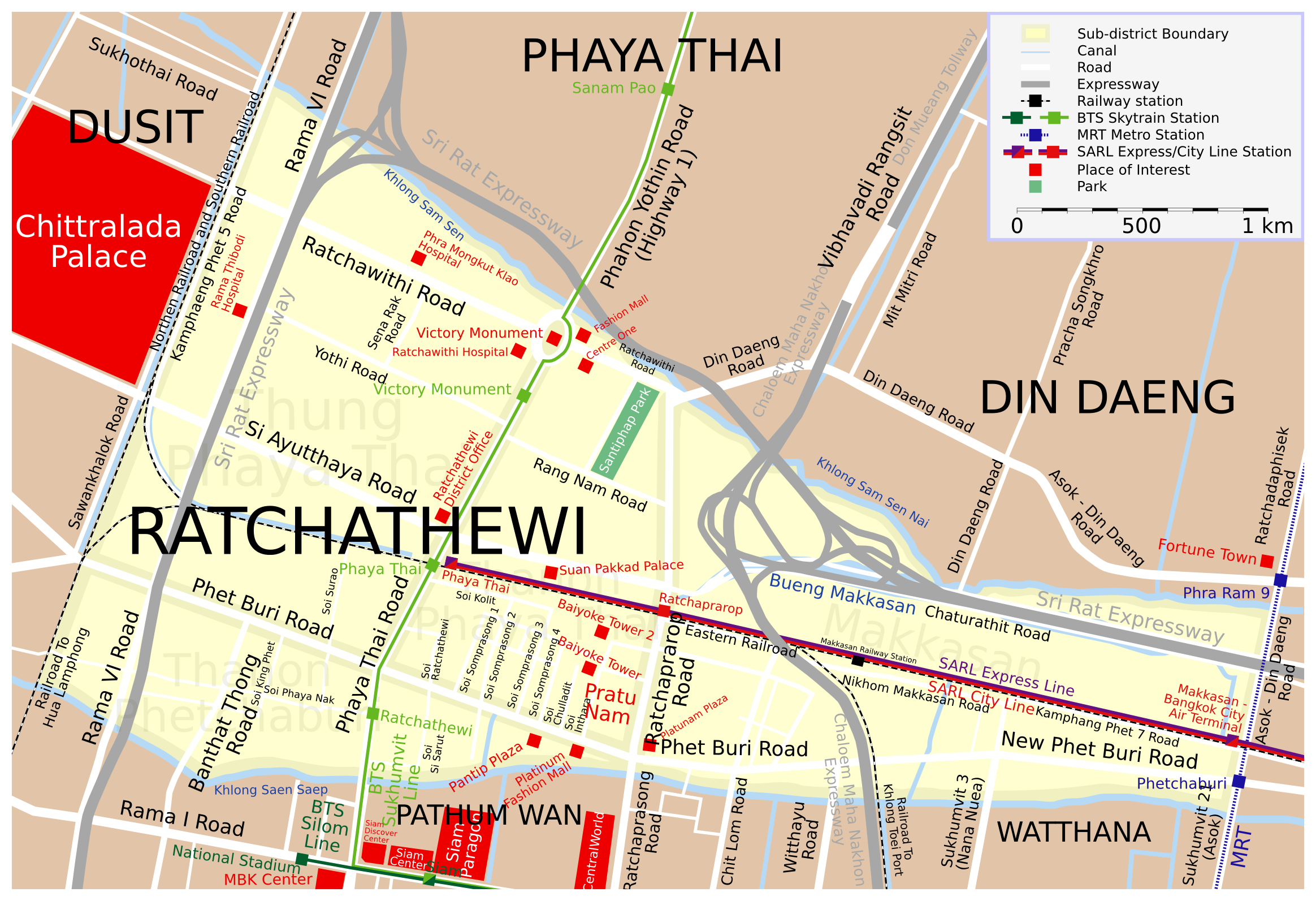
Mappa del distretto

Il distretto è suddiviso in 4 sotto-distretti (Khwaeng).
| 1. | Thung Phaya Thai   | ทุ่งพญาไท   |  |
| 2. | Thanon Phaya Thai  | ถนนพญาไท  |  |
| 3. | Thanon Phetchaburi | ถนนเพชรบุรี |  |
| 4. | Makkasan           | มักกะสัน    |  |